# 高鸟科
高鸟科（學名：Bathornithidae）是生活在始新世至中新世北美的已灭绝的鸟类科级单位。作为叫鹤目的一部分，它们与仍然存在的叫鹤和同样已经灭绝的骇鸟有着亲缘关系。高鸟与其他叫鹤目成员的习性很可能相似，都是陆生的长腿捕食者。高鸟科的一些种类体型很大，比如著名的地纹高鸟和巨副凤冠雉。

## 下属分类
本科包括以下属：
- 高鸟属 Bathornis Wetmore, 1927
- Eutreptornis Cracraft, 1971
- 副凤冠雉属 Paracrax Brodkorb, 1964